# A Bigger Bang
A Bigger Bang ist das 22. Studioalbum der Rockband The Rolling Stones. Es erschien am 2. September 2005. Der Titel wurde den wartenden Fans bereits am 27. Juli des Jahres in New York bekannt gegeben. Es enthält 16 neue Songs.
Die Rolling Stones präsentieren auf dem Album A Bigger Bang eine große Bandbreite von Rock- und Bluessongs. Mit dem neuen Album setzen Mick Jagger und Keith Richards ihre mittlerweile historisch zu nennende Songwriting-Partnerschaft fort.
Im Herbst 2004 begannen die beiden mit der Arbeit an den neuen Songs. Später im Studio stießen Charlie Watts und Ron Wood dazu. A Bigger Bang ist das erste Studio-Album seit dem acht Jahre früher entstandenen Bridges to Babylon. Während des Aufnahmeprozesses im letzten Jahr war die Band angeblich von Theorien der Entstehung des Universums fasziniert. Der Albumtitel A Bigger Bang reflektiert diese Faszination.
Zentrale Stücke auf dem Album sind wohl die erste Single-Auskopplung Streets Of Love, Back Of My Hand, ein roher, erdiger Blues oder der Rock-Titel Rough Justice. Auf den Stücken This Place Is Empty und Infamy übernahm Keith Richards die Lead Vocals. Der Protestsong Sweet Neo Con richtete sich laut Spitz gegen „die Bush-Regierung, Halliburton die großen Ölbarone und verlogene Christen“.
Im Gegensatz zu den letzten Veröffentlichungen wurden die Stones auf A Bigger Bang selten von Gastmusikern unterstützt. Selbst Darryl Jones ist nicht stets als Bassgitarrist dabei; diesen Part übernahmen zeitweise Mick Jagger (der auch erstmals als Slidegitarrist zu hören ist), Ron Wood oder Keith Richards.
Produziert wurde das Album von Don Was und The Glimmer Twins – ein Pseudonym für Jagger/Richards. Don Was war bereits als Co-Produzent der Alben Voodoo Lounge und Bridges To Babylon, sowie für die neuen Songs auf der Greatest-Hits-Zusammenstellung Forty Licks verantwortlich. Er wirkte auch beim Livealbum Stripped sowie bei der Doppel-Live-CD Live Licks als Co-Produzent mit.
A Bigger Bang erreichte in Deutschland und Österreich jeweils den 1. Platz der Charts.

## Tournee
Die Welttournee – die nach dem Album-Titel benannt ist – starteten die Rolling Stones am 21. August 2005 in Boston. Stationen der Tournee waren Nord-, Mittel- und Südamerika, Asien, Ozeanien, Europa, im Herbst 2006 erneut Nordamerika und im Sommer 2007 noch einmal Europa. Bis dato war A Bigger Bang mit rund 550.000.000 USD Einnahmen die erfolgreichste Tournee, die es je gab. Dieser Rekord wurde 2011 aber durch die U2 360 Tour überboten.
Ab 27. Juli 2006 kamen die vier DVDs The Biggest Bang in den Handel. Auf zwei der DVDs befinden sich Konzertmitschnitte aus Rio de Janeiro und aus Austin (Texas). Die dritte enthält Konzertmitschnitte aus Japan, China und Argentinien. Die vierte DVD bietet eine Dokumentation der Welttournee.

## Titelliste CD
1. Rough Justice – 3.11
2. Let Me Down Slow – 4.14
3. It Won’t Take Long – 3.54
4. Rain Fall Down – 4.53
5. Streets Of Love – 5.10
6. Back Of My Hand – 3.32
7. She Saw Me Coming – 3.12
8. Biggest Mistake – 4.06
9. This Place Is Empty – 3.16
10. Oh No, Not You Again – 3.46
11. Dangerous Beauty – 3.47
12. Laugh, I Nearly Died – 4.53
13. Sweet Neo-Con – 4.33
14. Look What The Cat Dragged In – 3.57
15. Driving Too Fast – 3.56
16. Infamy – 3.47

## Titelliste DVD „The Biggest Bang“
Disc 1

Zilker Park, Austin, Texas (22. Oktober 2006)
1. You Got Me Rocking
2. Let’s Spend the Night Together
3. She’s So Cold
4. Oh No, Not You Again
5. Sway
6. Bob Wills Is Still the King
7. Streets of Love
8. Ain’t Too Proud to Beg
9. Tumbling Dice
10. Learning the Game
11. Little T&A
12. Under My Thumb
13. Get Off Of My Cloud
14. Honky Tonk Women
15. Sympathy for the Devil
16. Jumpin’ Jack Flash
17. (I Can’t Get No) Satisfaction
18. Brown Sugar

Bonus
1. Austin – Mini-Dokumentation
2. I Can’t Be Satisfied from Milan, Italien
3. Jukebox Feature

Disc 2

Copacabana Beach, Rio de Janeiro, Brasilien (18. Februar 2006)
1. Jumpin’ Jack Flash
2. It's Only Rock 'n Roll (But I Like It)
3. You Got Me Rocking
4. Wild Horses
5. Rain Fall Down
6. Midnight Rambler
7. The Night Time (Is The Right Time)
8. Happy
9. Miss You
10. Rough Justice
11. Get Off of My Cloud
12. Honky Tonk Women
13. Start Me Up
14. Brown Sugar
15. You Can’t Always Get What You Want
16. (I Can’t Get No) Satisfaction

Bonus
1. Rio de Janeiro – Dokumentation

Disc 3

Japan (2006)
1. Let’s Spend the Night Together (Saitama Super Arena)
2. Rain Fall Down (Sapporo)
3. Rough Justice (Tokyo Dome)
4. Cherry Blossoms (Tokyo Dome)

China, Shanghai Grand Stage (8. April 2006)
1. Bitch
2. Midnight Rambler
3. Gimme Shelter
4. This Place Is Empty
5. That’s What I Do
6. It’s Only Rock 'n' Roll
7. China, A Slow Process

River Plate Stadion, Buenos Aires, Argentinien (21./23. Februar 2006)
1. Worried About You
2. Football Chant
3. Happy
4. Miss You
5. Ronnie & Audience
6. Paint It Black
7. (I Can’t Get No) Satisfaction

Bonus: Gastauftritte
1. Bonnie Raitt: Shine a Light
2. Eddie Vedder: Wild Horses
3. Laugh, I Nearly Died
4. Dave Matthews: Let It Bleed
5. Cui Jian: Wild Horses

Disc 4

Dokumentation Salt of the Earth: A Bigger Bang Tour
1. How Did It Begin?
2. North American Tour
3. Super Bowl
4. Back Of My Hand
5. Rio
6. China
7. Milan
8. Buenos Aires
9. Midnight Rambler
10. Last Show

Bonus-Songs
1. Get Up, Stand Up
2. Mr. Pitiful

Bonus Features
1. Charlie Watts: If It Ain't Got That Swing
2. Keith Richards: Hurricane
3. Ron Wood: Outlets of Emotion
4. Mick Jagger: Busking

## Kommerzieller Erfolg

### Chartplatzierungen
| ChartsChartplatzierungen       | Höchstplatzierung | Wochen |
| ------------------------------ | ----------------- | ------ |
| Deutschland (GfK)              | 1 (23 Wo.)        | 23     |
| Österreich (Ö3)                | 1 (11 Wo.)        | 11     |
| Schweiz (IFPI)                 | 1 (22 Wo.)        | 22     |
| Vereinigte Staaten (Billboard) | 3 (19 Wo.)        | 19     |
| Vereinigtes Königreich (OCC)   | 2 (5 Wo.)         | 5      |

| ChartsJahrescharts (2005)      | Platzierung |
| ------------------------------ | ----------- |
| Deutschland (GfK)              | 27          |
| Österreich (Ö3)                | 51          |
| Schweiz (IFPI)                 | 44          |
| Vereinigte Staaten (Billboard) | 188         |

### Auszeichnungen für Musikverkäufe
| Land/Region                  | Auszeichnungen für Musikverkäufe (Land/Region, Auszeichnung, Verkäufe) | Verkäufe  |
| ---------------------------- | ---------------------------------------------------------------------- | --------- |
| Argentinien (CAPIF)          | Platin · + Platin (Special Edition)                                    | 80.000    |
| Dänemark (IFPI)              | Gold                                                                   | (20.000)  |
| Deutschland (BVMI)           | Platin                                                                 | (200.000) |
| Europa (IFPI)                | Platin                                                                 | 1.000.000 |
| Finnland (IFPI)              | —                                                                      | (10.589)  |
| Frankreich (SNEP)            | Gold                                                                   | (100.000) |
| Griechenland (IFPI)          | Gold                                                                   | (10.000)  |
| Japan (RIAJ)                 | Gold                                                                   | 100.000   |
| Kanada (MC)                  | Platin                                                                 | 100.000   |
| Neuseeland (RMNZ)            | Gold                                                                   | 7.500     |
| Niederlande (NVPI)           | Gold                                                                   | (35.000)  |
| Österreich (IFPI)            | Gold                                                                   | (15.000)  |
| Polen (ZPAV)                 | Gold                                                                   | (10.000)  |
| Portugal (AFP)               | Gold                                                                   | (10.000)  |
| Schweden (IFPI)              | Gold                                                                   | (30.000)  |
| Schweiz (IFPI)               | Gold                                                                   | (20.000)  |
| Spanien (Promusicae)         | Gold                                                                   | (50.000)  |
| Vereinigte Staaten (RIAA)    | Platin                                                                 | 1.000.000 |
| Vereinigtes Königreich (BPI) | Gold                                                                   | (100.000) |
| Insgesamt                    | 13× Gold · 6× Platin ·                                                 | 2.297.500 |

Hauptartikel: The Rolling Stones/Auszeichnungen für Musikverkäufe